# Volonne
Volonne là một commune in the Alpes-de-Haute-Provence department in southeastern Pháp.